# Corybas bryophilus
Corybas bryophilus är en orkidéart som beskrevs av Johannes Jacobus Smith. Corybas bryophilus ingår i släktet Corybas, och familjen orkidéer. Inga underarter finns listade i Catalogue of Life.